# Onciale 0163
- Papyrus
- Onciale
- Minuscules
- Lectionnaire

Le Codex 0163, portant le numéro de référence 0163 (Gregory-Aland), est un manuscrit du Nouveau Testament sur parchemin écrit en écriture grecque onciale.

## Description
Le codex se compose d'une folio. Il est écrit en une colonne, de 17 lignes par colonne. Les dimensions du manuscrit sont 12 x 8,5 cm. Les paléographes datent ce manuscrit du Ve siècle,. 
C'est un manuscrit contenant le texte incomplet de l'Apocalypse (16,17-20). 
Le texte du codex représenté est de type alexandrin. Kurt Aland le classe en Catégorie III. 
Lieu de conservation
Il est actuellement conservé à la Institut oriental de Chicago (9351).